# Peosta (Iowa)
Peosta – miasto w Stanach Zjednoczonych, w stanie Iowa, w hrabstwie Dubuque. W 2007 roku liczyło 1 129 mieszkańców.